# Joe Shuster
Joseph Shuster, detto Joe (Toronto, 10 luglio 1914 – Los Angeles, 30 luglio 1992), è stato un fumettista canadese, famoso per essere il co-creatore di Superman insieme con Jerry Siegel.

## Biografia
Figlio di immigrati ebrei, suo padre, Julius Shusterowich, emigrato da Rotterdam, e sua madre, Ida Katharske, di Kiev, riuscivano a malapena a mantenere la famiglia. Già da ragazzino infatti, Joe Shuster lavorò per il Toronto Star mentre, come hobby, realizzava dei bozzetti. Le immagini e i suoni della rivista della grande città, la frenetica attività nei suoi uffici, e il mondo fantasioso dei comic a colori, ebbero un forte impatto su di lui.
Era il cugino di uno dei più famosi comici canadesi, Frank Shuster. All'età di dieci anni, la famiglia di Joe Shuster si trasferì a Cleveland, nell'Ohio, dove, dall'età di diciotto anni, lui e il suo amico Jerome Siegel iniziarono a pubblicare una rivista (dalla breve vita) di fantascienza. Shuster disegnava, mentre Siegel scriveva i testi. Diedero così vita ad un super-personaggio che pochi anni dopo sarebbe stato riutilizzato per delle comic strip. Trovato lavoro alla DC-National, la coppia produsse svariate storie a fumetti, (Henri Duval, Spy, Radio Squad, Slam Bradley, Federal Men e Dr. Occult), inclusa la storia principale del primo numero di Action Comics, nel 1938. Il personaggio caratteristico di quel numero, Superman, fu un enorme successo che portò a quella che è stata definita la Golden Age (età dell'oro) dei fumetti statunitensi di supereroi.
Quando Superman apparve per la prima volta, il protagonista, Clark Kent, lavorava per il quotidiano Daily Star, chiamato così da Shuster in ricordo del suo vecchio posto di lavoro a Toronto. Su queste basi, Toronto, piuttosto che New York City, potrebbe essere vista come la città-modello di Metropolis. Quando la comic strip fu distribuita a livello internazionale, al quotidiano fu cambiato il nome in Daily Planet.
Joe Shuster divenne rapidamente famoso per essere il co-creatore di uno dei personaggi di finzione più conosciuti del ventesimo secolo. All'epoca, nel bel mezzo della grande depressione, riuscì comunque a vivere in maniera agiata lavorando sulle storie di Superman. In ogni caso, il copyright del loro personaggio apparteneva alla casa editrice, e quando la compagnia si rifiutò di ricompensarli in maniera adeguata, la coppia la citò in giudizio. Nel 1948, la corte suprema dello stato di New York obbligò la DC comics a pagare 60.000$ a testa, una cifra importante per quei tempi, ma comunque molto poco in confronto ai profitti multi-milionari dell'azienda. Dopo l'amara lite giudiziaria, Joe Shuster abbandonò il mondo dei fumetti e lasciò le sue creazioni alla DC Comics.
Nel 1975, Siegel lanciò una campagna pubblicitaria, alla quale partecipò anche Shuster, ormai quasi cieco, protestando per il modo in cui furono trattati dalla DC Comics. Davanti ad una ondata di pessima pubblicità che avrebbe influenzato i loro affari, la compagnia-genitrice della DC, la Warner Communications reinserì la coppia licenziata più di 30 anni prima e garantì a entrambi una rendita di 20,000$, in seguito aumentata a 30.000$ annui.
Joe Shuster è morto nel luglio del 1992, a causa di un collasso cardiaco.

## Premi e riconoscimenti
Ha vinto il Will Eisner Comic Industry Award nel 1992 per la categoria Hall of Fame.